# مارسيان هوف
مارسيان هوف (بالإنجليزية: Marcian Hoff)‏ (و. 1937 – م) هو مهندس، ومخترع، وعالِم حاسب آلي من الولايات المتحدة الأمريكية . ولد في روتشستر (نيويورك) .

## التعليم
تعلم في جامعة ستانفورد، ومعهد رينسيلار للعلوم التطبيقية

## جوائز
حصل على جوائز منها:
- IEEE Cledo Brunetti Award [الإنجليزية]‏ (1980)
- قلادة ستيوارت بلنتين
- قلادة العلوم الوطنية الأمريكية في مجال التكنولوجيا والإبتكار.